# Sacra Famiglia di Francesco I
La Sacra Famiglia di Francesco I  è un dipinto a olio su tavola trasportato su tela (207x140 cm) di Raffaello e aiuti, datato 1518 e conservato nel Museo del Louvre di Parigi. L'opera è firmata e datata sull'orlo della veste della Vergine: "RAPHAEL VRBINAS S[anti] PINGEBAT MDXVIII".

## Storia
L'opera venne commissionata nel 1517 da Lorenzo duca d'Urbino, tramite suo zio Leone X, per omaggiare l'alleato Francesco I di Francia. Fu inviata assieme al San Michele sconfigge Satana nel giugno 1518, detto anche il Gran san Michele per distinguerlo dalla tavola di analogo soggetto, anch'essa conservata al Louvre, ma di dimensioni ben più ridotte (31x27 cm), databile al 1505 circa: la scelta del santo era legata all'Ordine di San Michele, di cui il re era Gran maestro, e l'atteggiamento battagliero alludeva alla crociata contro i Turchi che il papa tentò vanamente di organizzare.
Venne restaurata dal Primaticcio, nel 1537-1540, e trasportata su tela nel 1777 (una pratica assai diffusa in Francia) da J. Louis Hacquin, interventi che hanno compromesso la superficie pittorica, rendendo complessa l'attribuzione. Il maestro dipinse probabilmente solo alcune parti, oltre a ideare la composizione, avvalendosi probabilmente dell'aiuto di Giovanni da Udine. Vasari fece il nome anche di Giulio Romano, mentre alcuni critici parlarono di Raffaellino del Colle.
L'opera è detta anche Grande sacra Famiglia, per distinguerla dalla Piccola Sacra Famiglia sempre al Louvre.

## Descrizione e stile
La composizione è particolarmente affollata, con la Madonna che afferra il bambino da un cesto ricoperto di cuscini, al centro, mentre Giuseppe sorveglia da dietro e da sinistra sant'Elisabetta aiuta il giovane Giovanni Battista a fare un gesto di preghiera. Più dietro si vedono due figure angeliche, una delle quali si allunga per mettere una corona di fiori in testa a Maria. Più sintetica è la descrizione del paesaggio, visibile sulla sinistra attraverso un'apertura di quella che sembra una capanna.
Il maestro sperimentò in quest'opera inediti effetti cromatici e luminosi, ispirandosi allo sfumato leonardesco ed alla plasticità dirompente alla Michelangelo; Sebastiano del Piombo, in una lettera al Buonarroti stesso, criticò l'opera parlando di "figure di ferro che luceano" e parevano state "al fumo".